# Фролов, Борис Дмитриевич
Борис Дмитриевич Фролов (23 июля 1915, Екатеринодар — 14 января 1978, Батуми) — советский футболист, защитник, полузащитник. Мастер спорта СССР (1938).

## Биография
Родился в Екатеринодаре, вскоре после рождения с семьёй переехал в Батуми. Начал играть в футбол в 1930 году в Батуми в детской школьной команде. Был значкистом ГТО I ступени.
Работал шофёром, играл за команды спортивных обществ: в 1932─1934 гг. в команде водников, с 1935 по 1936 год ─ пожарных, милиции. 1936 год провёл в «Динамо» Батуми.
С 1937 года играл в «Динамо» Тбилиси. В чемпионате СССР провёл 91 матч (плюс 13 аннулированных), забил один гол.
В 1947 году играл за дубль «Динамо» Москва, в 1949 — за дубль «Динамо» Тбилиси.
После завершения футбольной карьеры до выхода на пенсию работал в Батуми шофёром такси. Скончался 14 января 1978 года, похоронен в Батуми.
Награждён медалью «За трудовое отличие» (24.02.1946).
Сын Игорь (род. 1938) — футболист и тренер.